# Hans Theodor Hallier
Hans Theodor Teruhiko Hallier (* 26. Juli 1908 in Tokio; † 2. Juni 1982 in Heiligenrode) war ein deutscher Maler.

## Biografie

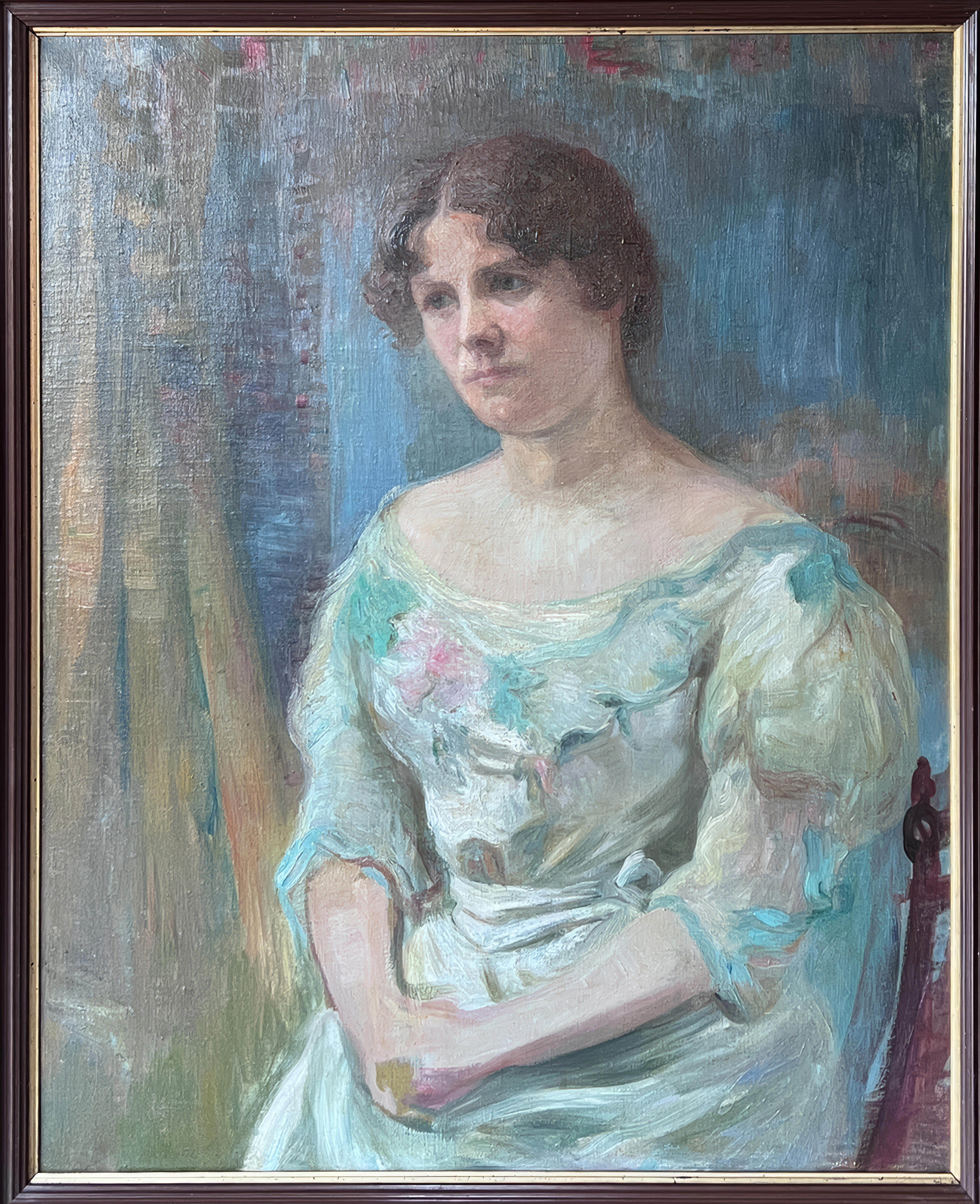
Die Ehefrau Maria Emilie, geborene Hagen

Hallier war der älteste Sohn des Philologen und Rektors der Militärakademie in Tokio und Verfassers des deutsch-japanischen Wörterbuchs, Emil Hallier und der Kunstmalerin und Tochter des Kunstmalers Theodor Hagen, Maria Emilie Hallier, geb. Hagen. Er stammte aus einer Familie, aus der mehrere Maler hervorgegangen sind. Seine Mutter gab Mal- und Zeichenunterricht, unter anderem für den späteren japanischen Tennō Hirohito.
Ab 1921 lebte Hallier bei seiner Großmutter in Weimar. Er machte sein Abitur am Realgymnasium von Weimar. Von 1930 bis 1936 besuchte er die Kunstakademie Weimar und er war Meisterschüler bei Alexander Olbricht sowie bei Klemm. Er arbeitete zwischendurch als Gestalter und Radierer an der Porzellanmanufaktur Fürstenberg. Von 1940 bis 1945 musste er als Soldat im Zweiten Weltkrieg und er kam so nach Bremen. Er wohnte in Bremen-Walle am Ritter-Raschen-Platz und seit 1952 in Mittelsbüren. 
In und um Bremen war er ein gefragter Kunstmaler. Er schuf zahlreiche Ansichten in Öl und Aquarell, so auch von der Mittelsbürener Landschaft. Als das Dorf wegen des Stahlwerks und des Kraftwerks Mittelsbüren aufgeben wurde, zog er nach Bremen-Grambke. Seine schöpferische Leistungen ließen nach und er lebte in recht bescheidenen Verhältnissen. In Heiligenrode bei Stuhr, wo er zuletzt wohnte, schuf er weitere beachtenswerte impressionistische Landschaftsbilder.

## Werke (Auswahl)
- Nächtliches Ostertor
- Sonnenblumen im Garten
- Winterliche Straße
- Herbst
- Verschiedene Blumenmotive auf Fürstenberger Porzellan